# Lenguas de Puerto Rico
Las lenguas oficiales de Puerto Rico son el español y el inglés. No obstante, solamente el español es de uso coloquial y el estatus jurídico del inglés ha variado significativamente a lo largo del tiempo, en gran parte dado a que se entiende que la enseñanza y el aprendizaje del inglés tiene profundas implicaciones históricas e ideológicas a raíz de la colonización estadounidense.

## Oficialidad
La lengua oficial general de Puerto Rico es el castellano o español hablada por la gran mayoría de la población, coexistiendo con el inglés. Las lenguas oficiales del ejecutivo de Puerto Rico son el español y el inglés. Sin embargo, todos los asuntos oficiales del juzgado de distrito se manejan exclusivamente en inglés. Excepto en algunos estados donde se utiliza el "Espanglish", una lengua que se originó en comunidades latinas de Estados Unidos. Esta lengua consiste en mezclar palabras y frases del inglés con el español y viceversa.

## Uso
El español es la lengua materna de la mayor parte de la población y se usa en la educación primaria. Sólo una pequeña minoría, menos del 5%, usa el inglés como lengua principal. El español es la lengua principal en los negocios, la educación, la vida diaria y es hablada por el 95% de la población. Así pues la lengua vernácula es el español puertorriqueño que ha mostrado una gran capacidad de supervivencia y es considerado por la mayoría como un elemento significativo de su identidad colectiva. En el sincretismo cultural que refleja la historia puertorriqueña, la lengua española, adaptada al medio en siglos de acriollamiento, es el instrumento comunicativo natural que comparte hoy la sociedad isleña.
La enseñanza en escuelas públicas de Puerto Rico se lleva a cabo enteramente en español. Existen programas pilotos en una docena de las 1400 escuelas públicas, para llevar a cabo educación íntegramente en inglés. La población concibe el inglés como una segunda lengua que es materia obligatoria desde los niveles elementales hasta la secundaria. La comunidad sorda usa la lengua de señas americana y su variante local la lengua de señas de Puerto Rico.

## Español de Puerto Rico
El español de Puerto Rico ha evolucionado desarrollando muchas particularidades propias en el vocabulario y en la sintaxis, que lo diferencia del español de otras regiones. Si bien Puerto Rico recibió durante siglos migrantes de muchas áreas del dominio del español, se considera que el dialecto canario podría haber sido la principal fuente del mismo. El léxico del español de Puerto Rico incluye algunas palabras de origen taíno, especialmente en lo que se refiere a la flora local, los fenómenos naturales y los instrumentos musicales tradicionales. Igualmente, algunas palabras atribuidas a las lenguas de África son de uso general en los ámbitos de la comida, la música o la danza, especialmente en las localidades de la costa con mayores concentraciones descendientes de africanos.

## Inglés de Puerto Rico
De acuerdo con un estudio de la Universidad de Puerto Rico, nueve de cada diez puertorriqueños que residen en Puerto Rico no hablan inglés a un nivel avanzado. Más recientemente, de acuerdo con el 2005–2009 Population and Housing Narrative Profile for Puerto Rico, entre las personas mayores de 5 años que residen en Puerto Rico, el 95% hablan en casa una lengua que no es inglés, especialmente español. De los que no hablan inglés en casa, el 100% habla español y menos del 0,5% habla alguna otra lengua que no es el español, el 85% de los encuestados considera que no habla inglés "muy bien".

## Lenguas desaparecidas
En el siglo XV cuando se produjo el primer contacto con los europeos, Puerto Rico, estaba poblado por los llamados taínos clásicos, una lengua muy extendida en todo el Caribe oriental de la familia arawak. Algunas palabras de esta lengua pasaron como préstamos léxicos al español de Puerto Rico.